# Lill-Tannträsket (Lycksele socken, Lappland, 715715-164332)
Lill-Tannträsket är en sjö i Lycksele kommun i Lappland och ingår i Umeälvens huvudavrinningsområde. Sjön har en area på 0,248 kvadratkilometer och ligger 239,8 meter över havet. Sjön avvattnas av vattendraget Storbacksjöbäcken.

## Delavrinningsområde
Lill-Tannträsket ingår i det delavrinningsområde (715814-163970) som SMHI kallar för Utloppet av Storbacksjön. Medelhöjden är 316 meter över havet och ytan är 33,84 kvadratkilometer. Det finns inga avrinningsområden uppströms utan avrinningsområdet är högsta punkten. Storbacksjöbäcken som avvattnar avrinningsområdet har biflödesordning 3, vilket innebär att vattnet flödar genom totalt 3 vattendrag innan det når havet efter 143 kilometer. Avrinningsområdet består mestadels av skog (88 procent). Avrinningsområdet har 2,12 kvadratkilometer vattenytor vilket ger det en sjöprocent på 6,3 procent.